# 2001 في أستراليا
فيما يلي قوائم الأحداث التي وقعت خلال عام 2001 في أستراليا.

## سياسة

### تعيين في المنصب
- 30 يناير – توني أبوت وزير التوظيف وعلاقات العمل [الإنجليزية]‏،Leader of the House (Australia) [الإنجليزية]‏.
- 10 نوفمبر – جريج هنت عضو مجلس النواب الأسترالي.
- 12 نوفمبر – روبرت هيل وزير الدفاع [الإنجليزية]‏.
- 26 نوفمبر – بريندان نيلسون وزير التعليم [الإنجليزية]‏.

### انتهاء فترة المنصب
- 30 يناير – توني أبوت وزير التوظيف وعلاقات العمل [الإنجليزية]‏.

## رياضة
- 4 مارس – جائزة أستراليا الكبرى 2001 الفائز مايكل شوماخر.

## أفلام
من الأفلام التي صدرت هذه السنة في أستراليا:
- 1 يناير – الطاحونة الحمراء من إخراج باز لورمان.
- 1 يناير – الملكي من إخراج فرانك دارابونت.
- 1 يناير – يوم التدريب من إخراج أنطوان فوكوا.
- 4 يونيو – سمكة السيف من إخراج دومينيك سينا.
- 4 يوليو – قطط وكلاب من إخراج لورانس غوترمان [الإنجليزية]‏.
- 28 سبتمبر – زولاندر من إخراج بن ستيلر.
- 5 ديسمبر – أوشن 11 من إخراج ستيفن سودربرغ.
- 14 ديسمبر – ملكة الدماثة من إخراج دونالد بيتري (ممثل).

## موسيقى

### أغاني
من الأغاني التي صدرت هذه السنة في أستراليا:
- 1 يناير – يور ديسكو نيدز يو من غناء كايلي مينوغ.
- 1 مارس – بترفلاي من غناء كايلي مينوغ.
- 8 سبتمبر – كانت غيت يو آوت أوف ماي هيد من غناء كايلي مينوغ.

## مواليد

### يناير
- 1 يناير – أنجوري رايس

### يونيو
- 1 يونيو – إد اوكسنبولد

## وفيات

### يناير
- 1 يناير – إليانور كوليس هيل (مواليد 1913) مهندسة معمارية أسترالية.

### فبراير
- 4 فبراير – ديفيد بيتي (مواليد 1924) سياسي نيوزيلندي.
- 25 فبراير – دونالد برادمان (مواليد 1908) لاعب كركيت أسترالي.

### يونيو
- 4 يونيو – روث سانغر (مواليد 1918) عالمة وراثة أسترالية.

### نوفمبر
- 9 نوفمبر – نانسي واين بولتون (مواليد 1916) لاعبة كرة مضرب أسترالية.
- 21 نوفمبر – جوزيف دونوفان (مواليد 1949) ملاكم أسترالي.